# Río Estenilla
Río Estenilla är ett vattendrag i Spanien. Det ligger i den centrala delen av landet, 150 km sydväst om huvudstaden Madrid.